# Coupe Davis 1948
Pour un article plus général, voir Coupe Davis.
Navigation
Édition précédente Édition suivante
La Coupe Davis 1948 est la 37e édition de ce tournoi de tennis professionnel masculin par nations. Les rencontres se déroulent du 22 avril au 6 septembre dans différents lieux.
Les États-Unis (double tenants du titre) remporte leur 15e saladier d'argent grâce à leur victoire lors du "Challenge Round" face à l'Australie (double finaliste sortante) par cinq victoires à zéro.

## Contexte
Le tournoi se déroule au préalable dans les tours préliminaires de la "Zone Europe". Un total de 30 nations participent à la compétition :
- 4 dans la "Zone Amérique",
- 25 dans la "Zone Europe" (incluant l'Afrique),
- plus les États-Unis ayant remporté l'édition précédente, ainsi qualifiés pour le "Challenge round".

## Déroulement du tournoi
Les États-Unis remportent un 15e titre et un 3e consécutif grâce à leur victoire dans le Challenge Round face à l'Australie à Forest Hills.
Jack Kramer étant passé professionnel à la fin de l'année précédente, il est remplacé dans l'effectif américain par Bill Talbert. Du côté Australien, en l'absence de John Bromwich, Adrian Quist reprend du service à 35 ans et dispute sa dernière rencontre dans la compétition 15 ans après sa première sélection. Il est accompagné par Bill Sidwell qui participe quant à lui à sa première compagne. Cette association s'avère insuffisante puisque les américains s'imposent facilement après le double.
En finale interzone, l'Australie bat une nouvelle fois la Tchécoslovaquie de Jaroslav Drobný.

## Résultats

### Tableau du top 16 mondial
|  | Huitièmes de finale Plusieurs dates                                            | Huitièmes de finale Plusieurs dates                                            |                 |                                                       | Quarts de finale Plusieurs dates                                         | Quarts de finale Plusieurs dates                                         |  |  | Demi-finales Plusieurs dates                                                | Demi-finales Plusieurs dates                                                |  |  | Finale du tout venant 19 - 22 août             | Finale du tout venant 19 - 22 août             |
|  | Huitièmes de finale Plusieurs dates                                            | Huitièmes de finale Plusieurs dates                                            |                 |                                                       | Quarts de finale Plusieurs dates                                         | Quarts de finale Plusieurs dates                                         |  |  | Demi-finales Plusieurs dates                                                | Demi-finales Plusieurs dates                                                |  |  | Finale du tout venant 19 - 22 août             | Finale du tout venant 19 - 22 août             |
|  |                                                                                |                                                                                |                 |                                                       |                                                                          |                                                                          |  |  |                                                                             |                                                                             |  |  |                                                |                                                |
|  | Quart de finale Europe (10 - 12 juin) Birmingham, Grande-Bretagne (gazon ext.) | Quart de finale Europe (10 - 12 juin) Birmingham, Grande-Bretagne (gazon ext.) |                 |                                                       | Demi-finale Europe (9 - 11 juillet) Stockholm, Suède (terre battue ext.) | Demi-finale Europe (9 - 11 juillet) Stockholm, Suède (terre battue ext.) |  |  | Finale Europe (27 - 29 juillet) Prague, Tchécoslovaquie (terre battue ext.) | Finale Europe (27 - 29 juillet) Prague, Tchécoslovaquie (terre battue ext.) |  |  | Inter-zone Boston, MA, États-Unis (gazon ext.) | Inter-zone Boston, MA, États-Unis (gazon ext.) |
|  | Quart de finale Europe (10 - 12 juin) Birmingham, Grande-Bretagne (gazon ext.) | Quart de finale Europe (10 - 12 juin) Birmingham, Grande-Bretagne (gazon ext.) |                 |                                                       | Demi-finale Europe (9 - 11 juillet) Stockholm, Suède (terre battue ext.) | Demi-finale Europe (9 - 11 juillet) Stockholm, Suède (terre battue ext.) |  |  | Finale Europe (27 - 29 juillet) Prague, Tchécoslovaquie (terre battue ext.) | Finale Europe (27 - 29 juillet) Prague, Tchécoslovaquie (terre battue ext.) |  |  | Inter-zone Boston, MA, États-Unis (gazon ext.) | Inter-zone Boston, MA, États-Unis (gazon ext.) |
|  | Pays-Bas                                                                       | 1                                                                              |                 |                                                       | Demi-finale Europe (9 - 11 juillet) Stockholm, Suède (terre battue ext.) | Demi-finale Europe (9 - 11 juillet) Stockholm, Suède (terre battue ext.) |  |  | Finale Europe (27 - 29 juillet) Prague, Tchécoslovaquie (terre battue ext.) | Finale Europe (27 - 29 juillet) Prague, Tchécoslovaquie (terre battue ext.) |  |  | Inter-zone Boston, MA, États-Unis (gazon ext.) | Inter-zone Boston, MA, États-Unis (gazon ext.) |
|  | Pays-Bas                                                                       | 1                                                                              |                 |                                                       | Demi-finale Europe (9 - 11 juillet) Stockholm, Suède (terre battue ext.) | Demi-finale Europe (9 - 11 juillet) Stockholm, Suède (terre battue ext.) |  |  | Finale Europe (27 - 29 juillet) Prague, Tchécoslovaquie (terre battue ext.) | Finale Europe (27 - 29 juillet) Prague, Tchécoslovaquie (terre battue ext.) |  |  | Inter-zone Boston, MA, États-Unis (gazon ext.) | Inter-zone Boston, MA, États-Unis (gazon ext.) |
|  | Grande-Bretagne                                                                | 4                                                                              |                 |                                                       | Demi-finale Europe (9 - 11 juillet) Stockholm, Suède (terre battue ext.) | Demi-finale Europe (9 - 11 juillet) Stockholm, Suède (terre battue ext.) |  |  | Finale Europe (27 - 29 juillet) Prague, Tchécoslovaquie (terre battue ext.) | Finale Europe (27 - 29 juillet) Prague, Tchécoslovaquie (terre battue ext.) |  |  | Inter-zone Boston, MA, États-Unis (gazon ext.) | Inter-zone Boston, MA, États-Unis (gazon ext.) |
|  | Grande-Bretagne                                                                | 4                                                                              | Grande-Bretagne | 1                                                     |                                                                          |                                                                          |  |  | Finale Europe (27 - 29 juillet) Prague, Tchécoslovaquie (terre battue ext.) | Finale Europe (27 - 29 juillet) Prague, Tchécoslovaquie (terre battue ext.) |  |  | Inter-zone Boston, MA, États-Unis (gazon ext.) | Inter-zone Boston, MA, États-Unis (gazon ext.) |
|  | Quart de finale Europe (11 - 14 juin) Budapest, Hongrie (terre battue ext.)    |                                                                                | Grande-Bretagne | 1                                                     |                                                                          |                                                                          |  |  | Finale Europe (27 - 29 juillet) Prague, Tchécoslovaquie (terre battue ext.) | Finale Europe (27 - 29 juillet) Prague, Tchécoslovaquie (terre battue ext.) |  |  | Inter-zone Boston, MA, États-Unis (gazon ext.) | Inter-zone Boston, MA, États-Unis (gazon ext.) |
|  |                                                                                | Suède                                                                          | 4               |                                                       |                                                                          |                                                                          |  |  | Finale Europe (27 - 29 juillet) Prague, Tchécoslovaquie (terre battue ext.) | Finale Europe (27 - 29 juillet) Prague, Tchécoslovaquie (terre battue ext.) |  |  | Inter-zone Boston, MA, États-Unis (gazon ext.) | Inter-zone Boston, MA, États-Unis (gazon ext.) |
|  | Hongrie                                                                        | Suède                                                                          | 4               | 2                                                     |                                                                          |                                                                          |  |  | Finale Europe (27 - 29 juillet) Prague, Tchécoslovaquie (terre battue ext.) | Finale Europe (27 - 29 juillet) Prague, Tchécoslovaquie (terre battue ext.) |  |  | Inter-zone Boston, MA, États-Unis (gazon ext.) | Inter-zone Boston, MA, États-Unis (gazon ext.) |
|  | Hongrie                                                                        | Demi-finale Europe (9 - 11 juillet) Milan, Italie (terre battue ext.)          |                 | 2                                                     |                                                                          |                                                                          |  |  | Finale Europe (27 - 29 juillet) Prague, Tchécoslovaquie (terre battue ext.) | Finale Europe (27 - 29 juillet) Prague, Tchécoslovaquie (terre battue ext.) |  |  | Inter-zone Boston, MA, États-Unis (gazon ext.) | Inter-zone Boston, MA, États-Unis (gazon ext.) |
|  | Suède                                                                          | 3                                                                              |                 |                                                       |                                                                          |                                                                          |  |  | Finale Europe (27 - 29 juillet) Prague, Tchécoslovaquie (terre battue ext.) | Finale Europe (27 - 29 juillet) Prague, Tchécoslovaquie (terre battue ext.) |  |  | Inter-zone Boston, MA, États-Unis (gazon ext.) | Inter-zone Boston, MA, États-Unis (gazon ext.) |
|  | Suède                                                                          | 3                                                                              | Suède           | 1                                                     |                                                                          |                                                                          |  |  |                                                                             |                                                                             |  |  | Inter-zone Boston, MA, États-Unis (gazon ext.) | Inter-zone Boston, MA, États-Unis (gazon ext.) |
|  | Quart de finale Europe (11 - 13 juin) Turin, Italie (terre battue ext.)        |                                                                                | Suède           | 1                                                     |                                                                          |                                                                          |  |  |                                                                             |                                                                             |  |  | Inter-zone Boston, MA, États-Unis (gazon ext.) | Inter-zone Boston, MA, États-Unis (gazon ext.) |
|  |                                                                                | Tchécoslovaquie                                                                | 4               |                                                       |                                                                          |                                                                          |  |  |                                                                             |                                                                             |  |  | Inter-zone Boston, MA, États-Unis (gazon ext.) | Inter-zone Boston, MA, États-Unis (gazon ext.) |
|  | Danemark                                                                       | Tchécoslovaquie                                                                | 4               | 0                                                     |                                                                          |                                                                          |  |  |                                                                             |                                                                             |  |  | Inter-zone Boston, MA, États-Unis (gazon ext.) | Inter-zone Boston, MA, États-Unis (gazon ext.) |
|  | Danemark                                                                       | Finale Amériques (6 - 8 août) Mexico, Mexique (terre battue ext.)              |                 | 0                                                     |                                                                          |                                                                          |  |  |                                                                             |                                                                             |  |  | Inter-zone Boston, MA, États-Unis (gazon ext.) | Inter-zone Boston, MA, États-Unis (gazon ext.) |
|  | Italie                                                                         | 5                                                                              |                 |                                                       |                                                                          |                                                                          |  |  |                                                                             |                                                                             |  |  | Inter-zone Boston, MA, États-Unis (gazon ext.) | Inter-zone Boston, MA, États-Unis (gazon ext.) |
|  | Italie                                                                         | 5                                                                              | Italie          | 2                                                     |                                                                          |                                                                          |  |  |                                                                             |                                                                             |  |  | Inter-zone Boston, MA, États-Unis (gazon ext.) | Inter-zone Boston, MA, États-Unis (gazon ext.) |
|  | Quart de finale Europe (11 - 13 juin) Prague, Tchécoslovaquie (???)            |                                                                                | Italie          | 2                                                     |                                                                          |                                                                          |  |  |                                                                             |                                                                             |  |  | Inter-zone Boston, MA, États-Unis (gazon ext.) | Inter-zone Boston, MA, États-Unis (gazon ext.) |
|  |                                                                                | Tchécoslovaquie                                                                | 3               |                                                       |                                                                          |                                                                          |  |  |                                                                             |                                                                             |  |  | Inter-zone Boston, MA, États-Unis (gazon ext.) | Inter-zone Boston, MA, États-Unis (gazon ext.) |
|  | Tchécoslovaquie                                                                | Tchécoslovaquie                                                                | 3               | 3                                                     |                                                                          |                                                                          |  |  |                                                                             |                                                                             |  |  | Inter-zone Boston, MA, États-Unis (gazon ext.) | Inter-zone Boston, MA, États-Unis (gazon ext.) |
|  | Tchécoslovaquie                                                                | Demi-finale Amériques (23 - 25 juillet) La Havane, Cuba (???)                  |                 | 3                                                     |                                                                          |                                                                          |  |  |                                                                             |                                                                             |  |  | Inter-zone Boston, MA, États-Unis (gazon ext.) | Inter-zone Boston, MA, États-Unis (gazon ext.) |
|  | Belgique                                                                       | 2                                                                              |                 |                                                       |                                                                          |                                                                          |  |  |                                                                             |                                                                             |  |  | Inter-zone Boston, MA, États-Unis (gazon ext.) | Inter-zone Boston, MA, États-Unis (gazon ext.) |
|  | Belgique                                                                       | 2                                                                              | Tchécoslovaquie | 2                                                     |                                                                          |                                                                          |  |  |                                                                             |                                                                             |  |  |                                                |                                                |
|  |                                                                                |                                                                                | Tchécoslovaquie | 2                                                     |                                                                          |                                                                          |  |  |                                                                             |                                                                             |  |  |                                                |                                                |
|  |                                                                                | Australie                                                                      | 3               |                                                       |                                                                          |                                                                          |  |  |                                                                             |                                                                             |  |  |                                                |                                                |
|  | Australie                                                                      | Australie                                                                      | 3               |                                                       |                                                                          |                                                                          |  |  |                                                                             |                                                                             |  |  |                                                |                                                |
|  |                                                                                |                                                                                |                 |                                                       |                                                                          |                                                                          |  |  |                                                                             |                                                                             |  |  |                                                |                                                |
|  | Bye                                                                            |                                                                                |                 |                                                       |                                                                          |                                                                          |  |  |                                                                             |                                                                             |  |  |                                                |                                                |
|  | Australie                                                                      | 5                                                                              |                 |                                                       |                                                                          |                                                                          |  |  |                                                                             |                                                                             |  |  |                                                |                                                |
|  | Australie                                                                      | 5                                                                              |                 |                                                       |                                                                          |                                                                          |  |  |                                                                             |                                                                             |  |  |                                                |                                                |
|  |                                                                                | Cuba                                                                           | 0               |                                                       |                                                                          |                                                                          |  |  |                                                                             |                                                                             |  |  |                                                |                                                |
|  | Cuba                                                                           | Cuba                                                                           | 0               |                                                       |                                                                          |                                                                          |  |  |                                                                             |                                                                             |  |  |                                                |                                                |
|  | Demi-finale Amériques (8 - 10 juillet) Montréal, Canada (gazon ext.)           |                                                                                |                 |                                                       |                                                                          |                                                                          |  |  |                                                                             |                                                                             |  |  |                                                |                                                |
|  | Bye                                                                            |                                                                                |                 |                                                       |                                                                          |                                                                          |  |  |                                                                             |                                                                             |  |  |                                                |                                                |
|  | Australie                                                                      | 4                                                                              |                 |                                                       |                                                                          |                                                                          |  |  |                                                                             |                                                                             |  |  |                                                |                                                |
|  | Australie                                                                      | 4                                                                              |                 |                                                       |                                                                          |                                                                          |  |  |                                                                             |                                                                             |  |  |                                                |                                                |
|  |                                                                                | Mexique                                                                        | 1               |                                                       |                                                                          |                                                                          |  |  |                                                                             |                                                                             |  |  |                                                |                                                |
|  | Canada                                                                         | Mexique                                                                        | 1               |                                                       |                                                                          |                                                                          |  |  |                                                                             |                                                                             |  |  |                                                |                                                |
|  |                                                                                |                                                                                |                 |                                                       |                                                                          |                                                                          |  |  |                                                                             |                                                                             |  |  |                                                |                                                |
|  | Bye                                                                            |                                                                                |                 | Challenge round 4 - 6 septembre                       | Challenge round 4 - 6 septembre                                          |                                                                          |  |  |                                                                             |                                                                             |  |  |                                                |                                                |
|  | Bye                                                                            | Canada                                                                         | 1               | Challenge round 4 - 6 septembre                       | Challenge round 4 - 6 septembre                                          |                                                                          |  |  |                                                                             |                                                                             |  |  |                                                |                                                |
|  |                                                                                | Canada                                                                         | 1               | Challenge round New York, NY, États-Unis (gazon ext.) |                                                                          |                                                                          |  |  |                                                                             |                                                                             |  |  |                                                |                                                |
|  |                                                                                | Mexique                                                                        | 4               |                                                       |                                                                          |                                                                          |  |  |                                                                             |                                                                             |  |  |                                                |                                                |
|  | Mexique                                                                        | Mexique                                                                        | 4               |                                                       | États-Unis                                                               | 5                                                                        |  |  |                                                                             |                                                                             |  |  |                                                |                                                |
|  | Mexique                                                                        |                                                                                |                 |                                                       | États-Unis                                                               | 5                                                                        |  |  |                                                                             |                                                                             |  |  |                                                |                                                |
|  | Bye                                                                            |                                                                                |                 | Australie                                             | 0                                                                        |                                                                          |  |  |                                                                             |                                                                             |  |  |                                                |                                                |
|  | Bye                                                                            |                                                                                |                 | Australie                                             | 0                                                                        |                                                                          |  |  |                                                                             |                                                                             |  |  |                                                |                                                |

### Matchs détaillés

#### Huitièmes de finale
Les "huitièmes de finale mondiaux" correspondent aux quart de finales des zones continentales.

#### Quarts de finale
Les "quarts de finale mondiaux" correspondent aux demi-finales des zones continentales.

#### Demi-finales
Les "demi-finales mondiales" correspondent aux finales des zones continentales.

#### Finale du tout venant
| | Australie | 3                        | -  | 2  | Tchécoslovaquie |    |   |
| --- | --------- | ------------------------ | -- | -- | --------------- | -- | - |
| Longwood Cricket Club, Boston, MA, États-Unis |           |                          |    |    |                 |    |   |
| du 19 au 22 août 1948 sur gazon (ext.) |           |                          |    |    |                 |    |   |
| \| 1 \| \| Adrian Quist \| 6 \| 13 \| 6 \| \| \| \| 1 \| \| Vladimír Černík \| 2 \| 11 \| 0 \| \| \| \| 2 \| \| Bill Sidwell \| 6 \| 6 \| 9 \| 14 \| \| \| 2 \| \| Jaroslav Drobný \| 3 \| 2 \| 11 \| 12 \| \| \| 3 \| \| Geoff Brown - Colin Long \| 8 \| 6 \| 3 \| 4 \| \| \| 3 \| \| V. Černík - J. Drobný \| 10 \| 4 \| 6 \| 6 \| \| \| \| \| \| \| \| \| \| \| \| 4 \| \| Adrian Quist \| 8 \| 6 \| 16 \| 3 \| 5 \| \| 4 \| \| Jaroslav Drobný \| 6 \| 3 \| 18 \| 6 \| 7 \| \| \| \| \| \| \| \| \| \| \| 5 \| \| Bill Sidwell \| 7 \| 6 \| 6 \| \| \| \| 5 \| \| Vladimír Černík \| 5 \| 4 \| 2 \| \| \| \| \| \| \| \| \| \| \| \| |           |                          |    |    |                 |    |   |
| 1 |           | Adrian Quist             | 6  | 13 | 6               |    |   |
| 1 |           | Vladimír Černík          | 2  | 11 | 0               |    |   |
| 2 |           | Bill Sidwell             | 6  | 6  | 9               | 14 |   |
| 2 |           | Jaroslav Drobný          | 3  | 2  | 11              | 12 |   |
| 3 |           | Geoff Brown - Colin Long | 8  | 6  | 3               | 4  |   |
| 3 |           | V. Černík - J. Drobný    | 10 | 4  | 6               | 6  |   |
| |           |                          |    |    |                 |    |   |
| 4 |           | Adrian Quist             | 8  | 6  | 16              | 3  | 5 |
| 4 |           | Jaroslav Drobný          | 6  | 3  | 18              | 6  | 7 |
| |           |                          |    |    |                 |    |   |
| 5 |           | Bill Sidwell             | 7  | 6  | 6               |    |   |
| 5 |           | Vladimír Černík          | 5  | 4  | 2               |    |   |
| |           |                          |    |    |                 |    |   |

#### Challenge Round
La finale de la Coupe Davis 1948 se joue entre les États-Unis et l'Australie.
| | États-Unis | 5                             | - | 0 | Australie |   |  |
| --- | ---------- | ----------------------------- | - | - | --------- | - |  |
| West Side T.C., New York, NY, États-Unis |            |                               |   |   |           |   |  |
| du 4 au 6 septembre 1948 sur gazon (ext.) |            |                               |   |   |           |   |  |
| \| 1 \| \| Frank Parker \| 6 \| 6 \| 6 \| \| \| \| 1 \| \| Bill Sidwell \| 4 \| 4 \| 4 \| \| \| \| 2 \| \| Ted Schroeder \| 6 \| 4 \| 6 \| 6 \| \| \| 2 \| \| Adrian Quist \| 3 \| 6 \| 0 \| 0 \| \| \| 3 \| \| Gardnar Mulloy - Bill Talbert \| 8 \| 9 \| 2 \| 7 \| \| \| 3 \| \| Colin Long - Bill Sidwell \| 6 \| 7 \| 6 \| 5 \| \| \| \| \| \| \| \| \| \| \| \| 4 \| \| Ted Schroeder \| 6 \| 6 \| 6 \| \| \| \| 4 \| \| Bill Sidwell \| 2 \| 1 \| 1 \| \| \| \| \| \| \| \| \| \| \| \| \| 5 \| \| Frank Parker \| 6 \| 6 \| 6 \| \| \| \| 5 \| \| Adrian Quist \| 2 \| 2 \| 3 \| \| \| \| \| \| \| \| \| \| \| \| |            |                               |   |   |           |   |  |
| 1 |            | Frank Parker                  | 6 | 6 | 6         |   |  |
| 1 |            | Bill Sidwell                  | 4 | 4 | 4         |   |  |
| 2 |            | Ted Schroeder                 | 6 | 4 | 6         | 6 |  |
| 2 |            | Adrian Quist                  | 3 | 6 | 0         | 0 |  |
| 3 |            | Gardnar Mulloy - Bill Talbert | 8 | 9 | 2         | 7 |  |
| 3 |            | Colin Long - Bill Sidwell     | 6 | 7 | 6         | 5 |  |
| |            |                               |   |   |           |   |  |
| 4 |            | Ted Schroeder                 | 6 | 6 | 6         |   |  |
| 4 |            | Bill Sidwell                  | 2 | 1 | 1         |   |  |
| |            |                               |   |   |           |   |  |
| 5 |            | Frank Parker                  | 6 | 6 | 6         |   |  |
| 5 |            | Adrian Quist                  | 2 | 2 | 3         |   |  |
| |            |                               |   |   |           |   |  |